# Thomas Piketty

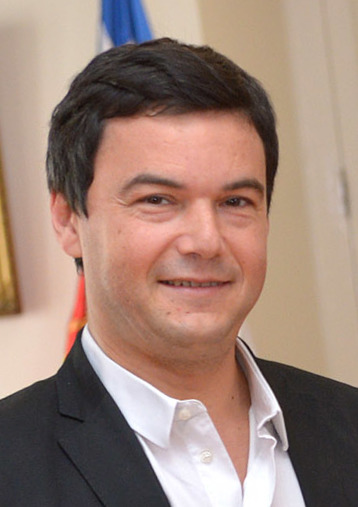
Thomas Piketty

Thomas Piketty (franceză: [tɔˈma pikɛˈti]; n. 7 mai 1971, Clichy) este un economist francez specializat pe probleme legate de avere și inegalitatea veniturilor. Este profesor și director de studii la EHESS (École des Hautes Études en Sciences Sociales), profesor la École d'économie de Paris⁠(fr)[traduceți] și profesor la London School of Economics and Political Science.
El este autorul best-sellerului Capitalul în secolul XXI (2013), care pune accentul pe concentrarea averii și repartiția veniturilor în ultimii 250 ani. Cartea susține că rentabilitatea capitalului în țările dezvoltate este constant mai mare decât rata de creștere economică și că acest lucru va face ca inegalitatea averilor să crească în viitor. El consideră că, pentru a evita problemele sociale asociate acestor inegalități, trebuie introdus un sistem de redistribuire printr-un impozit pe averea globală.

## Biografie
Piketty s-a născut la 07 mai 1971, în orașul Clichy din suburbia pariziană. A obținut bacalaureatul științific, și apoi a intrat la 18 ani la Școala Normală Superioară (ENS), unde a studiat matematica și economia. A obținut doctoratul la 22 de ani cu o teză despre redistribuirea averilor, scrisă la EHESS si London School of Economics sub conducerea lui Roger Guesnerie. A obtinut premiul Asociației Franceze pentru Economie pentru cea mai bună teză al anului.
După susținerea tezei, Piketty a fost in 1993-1995 profesor asistent în cadrul Departamentului de Economie de la Massachusetts Institute of Technology (MIT). În 1995, el a obținut un post de cercetător la Centrul Național Francez pentru Cercetare Științifică (CNRS), iar în 2000 a devenit profesor (directeur d'études) la EHESS.
Piketty a câștigat în 2002 premiul pentru cel mai bun tânăr economist în Franța. În conformitate cu o listă din 11 noiembrie 2003 el este un membru al consiliului de orientare științifică al asociației À gauche, en Europe, fondat de Michel Rocard și Dominique Strauss-Kahn.
În 2006 Piketty a devenit primul șef al Paris School of Economics. A fost consilier economic al candidatei socialiste Ségolène Royal în timpul campaniei prezidențiale franceze din 2007. Apoi, a reluat predarea la EHESS și Paris School of Economics.
A fost pentru un timp partenerul de viață al politicianului socialist Aurélie Filippetti care, în 2009, a făcut o plângere oficială împotriva lui Piketty pentru violență în familie. Aceasta a renunțat ulterior la acuzații, după ce Piketty i-a cerut scuze.
Este un editorialist al ziarului francez Libération și, ocazional, scrie articole pentru Le Monde.
În aprilie 2012, Piketty a fost co-autor (împreună cu alți 42 de colegi) al unei scrisori deschise în sprijinul candidatului prezidențial francez François Hollande.
În 2013, a câștigat premiul bienal Yrjö Jahnsson, pentru o contribuție semnificativă pentru studiul economiei aplicate din Europa .
În ianuarie 2015, el a respins Legiunea de Onoare, afirmând că nu crede că rolul guvernului este să decidă cine este onorabil.
În octombrie 2021, Thomas Piketty a declarat asupra monedei folosite în Africa de Vest francofonă și în Africa Centrală francofonă „Pentru a vorbi în continuare în 2021 de franc CFA, este o formă de anomalie”. Francul CFA este o monedă mult denigrată.